# Џекси
Џекси (енгл. Jexi) америчка је филмска комедија из 2019. године у режији и по сценарију Џона Лукаса и Скота Мура. Главну улогу тумачи Адам Девајн, а прати самосвесни паметни телефон који постаје емоционално везан за свог социјално-незгодног власника.
Приказан је 11. октобра 2019. године у Сједињеним Америчким Државама, односно 21. новембра исте године у Србији. Последњи је биоскопски филм који је произвео CBS Films, који је након тога припојен у CBS Entertainment Group који искључиво производи филмове за Paramount+.

## Радња
Прича прати Фила који има озбиљан проблем с зависношћу — наиме, зависан је о свом паметном телефону. Фил нема пријатеља, а нема ни девојку, али ће му се Facebook статус врло брзо променити када је приморан да свој стари телефон замени са новим моделом, који има неочекиване „напредне” функције. Џекси, нова виртуелна асистенткиња, убрзо постаје његов животни тренер и брине се за сва подручја Филовог живота.

## Улоге
| Глумац         | Улога        |
| -------------- | ------------ |
| Адам Девајн    | Фил          |
| Александра Шип | Кејт Финеган |
| Мајкл Пења     | Кај          |
| Роуз Берн      | Џекси        |
| Џастин Хартли  | Броди        |
| Рон Фунчес     | Крејг        |
| Шарлин Ји      | Елејн        |
| Ванда Сајкс    | Денис        |
| Кид Кади       | себе         |